# Поленинско музикално училище
Поленинското музикално училище (на гръцки: Πολυάνειο Ωδείο) е училищна сграда в град Кукуш, Гърция, част от Поленинската и Кукушка епархия. Сградата е обявена за паметник на културата.
Сградата е най-старата в града. Построена е в 1853 година, като част от униатски манастир на Македонския български апостолически викариат. На предната фасада на сградата е запазена нишата, в която е стояла статуята на Света Богородица. Сградата се използва и за образователни цели от униатите.
След попадането на Кукуш в Гърция през 1913 година, сградата е иззета от Кукушката българска униатска община. През 1915 година в сградата е разположено командването на съюзническите войници. През 1993 година сградата е обновена и оттогава действа като музикално училище при Поленинската и Кукушка епархия.